# Helsingfors förvaltningsdomstol
Helsingfors förvaltningsdomstol (finska: Helsingin hallinto-oikeus) är en finländsk domstol som har som uppgift att ge rättsskydd i förvaltningsärenden. Förvaltningsdomstolen avgör besvär som anförts över offentliga förvaltningens beslut samt över förvaltningstvistemål. Ärendena avgörs i skriftligt förfarande. Förvaltningsdomstolen kan vid behov bestämma att ordna en muntlig förhandling eller förrätta syn för att tilläggsutredningar ska kunna fås.
Till Helsingfors förvaltningsdomstols domkrets hör kommunerna i Nyland. Vid Helsingfors förvaltningsdomstol handläggs även hela Finlands mervärdesskatte- och tullbesvär.

## Historia
Helsingfors förvaltningsdomstol grundades 1 november 1999 när förvaltningsdomstolsreformen ställde i kraft. Då ersättes 11 länsrätter med 8 förvaltningsdomstolar.

## Domkrets
Förvaltningsdomstolens domkrets utgörs av landskapet Nyland, som utgörs av 26 kommuner inklusive Helsingfors. Förvaltningsdomstolens domkrets är hela landet då det är fråga om förtullningsbesvär eller besvär som gäller medvärdeskatt.

## Organisation
Förvaltningsdomstolens överdomare leder domstolens verksamhet. Andra ledamöter i förvaltningsdomstolen är förvaltningsrättsdomare, föredragande vid förvaltningsdomstolen och notarier. Förvaltningsbyrån leds av förvaltningschefen.